# Andreza Vitória Oliveira
Andreza Vitória Ferreira de Oliveira (Recife, 29 de janeiro de 2001) é uma jogadora de bocha brasileira. É a primeira colocada do ranking na sua categoria, e foi campeã mundial em 2022.

## Biografia e carreira
Oliveira é natural do Recife, em Pernambuco. Ela teve um parto normal e não tinha sequelas aparentes, porém, aos dois anos de idade, seus pais notaram que estava demonstrando dificuldades para andar e perda de força nas pernas. Buscaram assistência médica e, após de diversos exames, ela foi diagnosticada com síndrome de Leigh, uma síndrome característica da paralisia cerebral. Apesar de apresentar dificuldade para andar desde cedo, utilizou muletas durante a infância, e começou a usar cadeira de rodas somente aos onze anos de idade. 

### 2015-2018
Iniciou na bocha em 2015 e, no ano seguinte, já conquistou o 2.º lugar nas Paralimpíadas Escolares. Começou no esporte na classe BC2, porém passou por reclassificação e foi para a classe BC1 (categoria que não tem opção de auxílio).
Em maio de 2018, Oliveira esteve no Open Regional São Paulo onde foi campeã na disputa por equipes classes BC1 e BC2 ao lado de Igor Barcelos, Genilson Carvalho, Guilherme Moraes e Maciel Santos. Em novembro de 2019, no Open Mundial de Bocha em Póvoa de Varzim, em Portugal, conquistou a medalha de bronze na disputa por equipe BC1/BC2.

### 2021
A atleta estreou em Paralimpíadas disputando os Jogos Paralímpicos de Verão de Tóquio, realizados entre agosto e setembro de 2021. Andreza participou das modalidades individual BC1, e equipes BC1/BC2. Nesta competição, todos os eventos são mistos, sem distinção de gênero. Andreza foi eliminada na rodada de grupos. onde foi eliminada na fase de grupo individual com quatro derrotas em quatro jogos.
Em dezembro de 2021, competiu na Copa América onde foi campeã no individual ao derrotar a argentina Ailen Flores por 6 a 3 na final e foi campeã também por equipes ao lado de Maciel Santos e Iuri da Silva ao derrotar o time argentino por 11 a 2 na final.

### 2022
Em maio de 2022, na etapa do Rio de Janeiro da Copa do Mundo de Bocha Paralímpica, Oliveira foi medalha de prata na disputa indiviual, após perder a final por 4 a 1 para a argentina Ailen Flores, e bronze por equipes BC1/BC2, após derrotar a Argentina por 9 a 1. Em julho, na etapa de Póvoa de Varzim, em Portugal, da Copa do Mundo, conquistou o bronze depois de vencer por 6 a 1 a croata Dora Basic.
No campeonato Desafio Internacional de Bocha Paralímpica (Rome 2022 World Boccia Challenger), em Roma, na Itália, no começo de setembro de 2022, Andreza conquistou a medalha de prata, após derrota pela pela espanhola Amagoia Arrieta por 3 a 2. No final de setembro, participou do Campeonato Brasileiro de Bocha, em Uberlândia/MG.
Em dezembro de 2022, Andreza participou do Campeonato Mundial de Bocha, ocorrido no Rio de Janeiro, na modalidade BC1 feminino, evento em que foi apoiada pela auxiliar Poliana Cruz. Andreza passou pela fase de grupos como líder. Após mais algumas partidas, chegou até a final, quando conquistou uma vitória de 3 a 1 contra a croata Dora Basic, se tornando campeã mundial de bocha na modalidade e ganhando a medalha de ouro, e sagrou-se campeã mundial na classe BC1 feminina. Andreza também competiu na modalidade de equipes BC1/BC2, com Iuri Tauan e Maciel Santos.
Na 11.ª edição do Prêmio Paralímpicos, ela foi eleita a melhor atleta de bocha do ano.

### 2023
Em Fortaleza, no Ceará, Andreza conquistou mais títulos. No Fortaleza World Boccia Cup 2023, que ocorreu entre os dias 2 e 9 de setembro, Andreza ficou em primeiro lugar, derrotando a checa Kinga Koza. O Campeonato Brasileiro de Bocha ocorreu logo em seguida, entre os dias 9 e 15 de setembro e Andreza obteve a medalha de ouro, derrotando a catarinense Beatriz Chagas por 5 a 2, após final disputada dia 13 de setembro. Ainda em setembro, ela era a número um do mundo no ranking da classe BC1.
Em outubro de 2023, disputou uma etapa 2023 World Boccia Cup em Póvoa de Varzim, Portugal. Andreza passou da frase de grupos em primeiro lugar, tendo duas vitórias e uma derrota. Andreza obteve medalha de prata desta etapa.

## Principais conquistas
Copa América
- Ouro – individual (2021)[11]
- Ouro – equipes (2021)[12]

Campeonato Mundial
- Ouro – individual (2022)[20]